# 1702.
◄ | 17. stoljeće | 18. stoljeće | 19. stoljeće | ►
◄ | 1670-ih | 1680-ih | 1690-ih | 1700-ih | 1710-ih | 1720-ih | 1730-ih | ►
◄◄ | ◄ | 1699. | 1700. | 1701. | 1702. | 1703. | 1704. | 1705. | ► | ►►
Arhitektura • Astronomija • Biologija • Glazba • Kazalište • Kemija • Kiparstvo • Knjige • Književnost • Kršćanstvo • Medicina • Politika • Pravo • Promet • Slikarstvo • Znanost

## Smrti
- 8. ožujka – Vilim III. Oranski, kralj Engleske, Irske i Škotske (* 1650.)

## Vanjske poveznice
|  | Zajednički poslužitelj ima još gradiva o temi 1702. |